# 屍人保姆
是2013年 上映的一部美国、西班牙及加拿大合拍超自然恐怖片，影片根据导演安迪·馬希提蒂于2008年拍摄的西班牙同名短片改编。

## 劇情
安妮和卢卡斯是一对年轻的夫妻，他们的生活本来是很平静的，但是随着维多利亚和莉莉的到来，他们安静的生活被彻底打破了。莉莉和维多利亚是卢卡斯的外甥女，五年前她们在一个森林中走失，有天終於被人發現。关于她们是如何在树林里存活五年的，无人知晓。因为她们的父母已经不在人世了，所以抚养这两个女孩的责任就降临到了卢卡斯身上。和她们生活在一起之后，一切都似乎按照着既定的轨道慢慢行进着，但是在暗中总有一个鬼魂一样的梦魇令人无法逃遁。这个神出鬼没的灵魂和恶魔是来追这两个孩子的，而这两个孩子则认为，就是她们的母亲。

## 演員
| 演員                                       | 角色                           | 備註                                 |
| 潔西卡·崔絲坦 Jessica Chastain             | 安娜貝爾 Annabel               | 盧卡斯女友，搖滾樂團貝斯手。         |
| 尼可拉·科斯特-瓦爾道 Nikolaj Coster-Waldau | 盧卡斯／傑佛瑞 Lucas / Jeffrey | 安娜貝爾的男友，小女孩們的叔叔。     |
| 梅根·查本提爾 Megan Charpentier            | 維多莉亞 Victoria              | 傑佛瑞的大女兒。                     |
| 伊莎貝兒·尼爾斯 Isabelle Nélisse           | 莉莉 Lilly                     | 傑佛瑞的小女兒。                     |
| 丹尼爾·凱許 Daniel Kash                    | 卓福斯醫生 Dr. Dreyfuss        | 替維多莉亞姊妹治療的心理暨精神醫師。 |
| 珍·莫法特 Jane Moffat                      | 珍·波多斯姬 Jean Podolski      | 維多莉亞姊妹的姨婆。                 |

- 潔西卡·崔絲坦 as 安娜貝爾
- Nikolaj Coster-Waldau as 卢卡斯 / Jeffrey
- Megan Charpentier as 维多利亚
  - Morgan McGarry as 小時候的维多利亚
- Isabelle Nélisse as 莉莉
  - Maya Dawe as 小時候的莉莉
  - Sierra Dawe as 小時候的莉莉
- Daniel Kash as Dr. Dreyfuss
- 傑維爾·伯特 as 媽媽
- Jane Moffat as Jean Podolski
- David Fox as Burnsie
- Dominic Cuzzocrea as Ron
- Julia Chantrey as Nina
- Diane Gordon as Louise
- Hannah Cheesman as Beautiful Mama / Skinny woman
- Elva Mai Hoover as Dr. Dreyfuss' Secretary
- Pamela Susan Farrauto as Nun
- Chrys Hobbs as Nun #2
- Laura Guiteras, Melina Matthews, and Jane Moffat as The Voice of Mama

## 評價
- 香港爽報的影評人《敬璜》給予3顆星（最高5顆），說：「荷李活恐怖片，論驚嚇程度已輸給亞洲尤其是韓國和泰國的電影，於是恐怖片往往添加其他元素，殺出新天。《屍人保姆》又是一個好例子，一宗金融海嘯引發的家庭慘劇，兩小孤雛與鬼鬧出母女情，陰寒的氣氛竟滲出暖意，恍如冰火，感覺有趣。好在對白不多，多用畫面說故事，小女孩的眼神更成關鍵，加強觀眾的投入感，演母親的潔西卡查斯坦頗好戲，但也不及兩位女童星般討好。」[6]

## 票房
| 上一届： 《刺杀本·拉登》 | 2013年美國週末票房冠軍 第3周 | 下一届： 《女巫猎人》 |

## 外部連結
- 互联网电影数据库（IMDb）上《屍人保姆》的资料（英文）
- Box Office Mojo上《屍人保姆》的資料（英文）
- 爛番茄上《屍人保姆》的資料（英文）
- Metacritic上《屍人保姆》的資料（英文）
- 时光网上《妈妈》的資料（简体中文）